# 퓨린 유사체
퓨린 유사체(Purine analogue)는 퓨린의 구조를 모방한 항대사 산물이다.
- 아자티오프린은 주요 면역 억제성 세포 독성 물질이다. 이식 거부 반응을 제어하는 데 널리 사용되고 있다. 퓨린 유사체 및 DNA 합성 억제제로서 작용하는 6-메르캅토퓨린에 의해 비효소적으로 절단된다. 면역 반응의 유도 단계에서 림프구의 클론 확장을 막음으로써 세포 매개 면역과 체액 면역에 영향을 미친다. 또한 자가 면역을 억제한다.
- 티오 퓨린과 같은 티오 구아닌은 급성 과립구성 백혈병의 치료와 관해에 사용한다.
- 플루다라빈 은 다수의 DNA 중합효소, DNA 프레메이스, DNA 연결효소의 기능을 억제한다.
- 펜토스타틴 과 클라드리빈은 주로 모발 세포 백혈병을 치료하는 데 사용되는 아데노신 유사체이다.

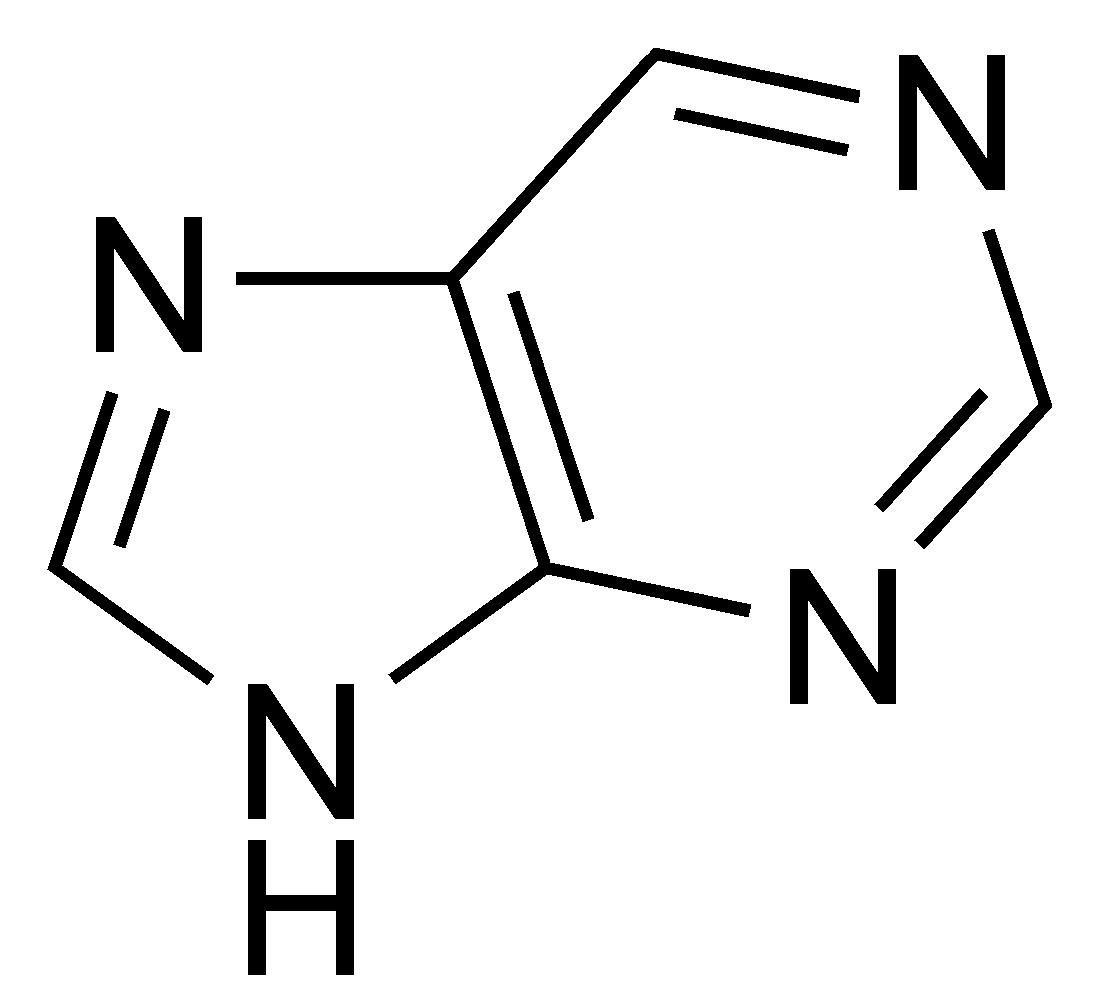
퓨린
메르캅토퓨린
티오 구아닌
플루다라빈 인산

## 의료 목적
퓨린 항대사 산물은 DNA 복제를 방해하여 암을 치료하는 데 사용된다.